# Elias Amati-Aagesen
Elias Amati-Aagesen (født 11. februar 2005[kilde mangler]) er en dansk-italiensk skuespiller som bor i Danmark. 
Elias startede med lave skuespil i 2013, hvor han optrådte som “Lille Per” i musicalen Far til fire, Til Julebal i Nisseland. Siden da har han været medvirkende i andre ting som DR Ultras julekalender Bubbers Juleshow, filmen Undercover og TV2-serien Rita . Elias er dog bedst kendt for hans rolle som Bertram i DR Ultras TV-serie Klassen.